# ناونیت کائور دیلون
ناونیت کائور دیلون (به انگلیسی: Navneet Kaur Dhillon) (زاده ۲۳ سپتامبر ۱۹۹۲) بازیگر هندی است.
از کارهای معروف او می‌توان به بازی در فیلم آمبارساریا اشاره کرد.
او ملکه زیبایی هند در سال ۲۰۱۲ بود.